# Velká cena Japonska silničních motocyklů 2024
Velká cena Japonska (oficiálně Motul Grand Prix of Japan) byla šestnáctým závodním víkendem mistrovství světa silničních motocyklů 2024. Konala se 4. – 6. října na okruhu Mobility Resort Motegi.

## Okruh
| Mobility Resort Motegi | Mobility Resort Motegi |
| ---------------------- | ---------------------- |
|                        |                        |
| Délka                  | 4.801 km               |
| Počet zatáček          | 14                     |

## Časový harmonogram
| Datum    | Třída  | Aktivita        | Start           |
| -------- | ------ | --------------- | --------------- |
| 4. října | Moto3  | Volný trénink   | 9.00 (35 min.)  |
| 4. října | Moto2  | Volný trénink   | 9:50 (40 min.)  |
| 4. října | MotoGP | Volný trénink 1 | 10:45 (45 min.) |
| 4. října | Moto3  | Trénink 1       | 13:15 (50 min.) |
| 4. října | Moto2  | Trénink 1       | 14:05 (40 min.) |
| 4. října | MotoGP | Trénink         | 15:00 (60 min.) |
| 5. října | Moto3  | Trénink 2       | 8:40 (30 min.)  |
| 5. října | Moto2  | Trénink 2       | 9:25 (30 min.)  |
| 5. října | MotoGP | Volný trénink 2 | 10:10 (55 min.) |
| 5. října | MotoGP | Kvalifikace 1   | 10:50 (15 min.) |
| 5. října | MotoGP | Kvalifikace 2   | 11:15 (15 min.) |
| 5. října | Moto3  | Kvalifikace 1   | 12:50 (15 min.) |
| 5. října | Moto3  | Kvalifikace 2   | 13:15 (15 min.) |
| 5. října | Moto2  | Kvalifikace 1   | 13:45 (15 min.) |
| 5. října | Moto2  | Kvalifikace 2   | 14:10 (15 min.) |
| 5. října | MotoGP | Sprint          | 15:00 (12 kol)  |
| 6. října | MotoGP | Warm Up         | 9:40 (10 min.)  |
| 6. října | Moto3  | Závod           | 11:00 (17 kol)  |
| 6. října | Moto2  | Závod           | 12:15 (19 kol)  |
| 6. října | MotoGP | Závod           | 14:00 (24 kol)  |
| Zdroj:   |        |                 |                 |

## Startovní listina

### Změny

#### MotoGP
Italský jezdec Lorenzo Savadori nahradil jezdce amerického týmu Trackhouse Racing Miguela Oliveiru
Australský jezdec Remy Gardner jel na motocyklu Yamaha jako jezdec na divokou kartu.

#### Moto3
Japonský jezdec Rei Wakamatsu pro tento závod nahradil Eddiho O'Sheae.
| #      | Jezdec                  | Tým                               | Motocykl                |
| MotoGP | MotoGP                  | MotoGP                            | MotoGP                  |
| ------ | ----------------------- | --------------------------------- | ----------------------- |
| 1      | Francesco Bagnaia       | Ducati Lenovo Team                | Ducati Desmosedici GP24 |
| 5      | Johann Zarco            | Castrol Honda LCR                 | Honda RC213V            |
| 10     | Luca Marini             | Repsol Honda Team                 | Honda RC213V            |
| 12     | Maverick Viñales        | Aprilia Racing                    | Aprilia RS-GP24         |
| 20     | Fabio Quartararo        | Monster Energy Yamaha MotoGP Team | Yamaha YZR-M1           |
| 21     | Franco Morbidelli       | Prima Pramac Racing               | Ducati Desmosedici GP24 |
| 23     | Enea Bastianini         | Ducati Lenovo Team                | Ducati Desmosedici GP24 |
| 25     | Raúl Fernández          | Trackhouse Racing                 | Aprilia RS-GP23         |
| 30     | Takaaki Nakagami        | Castrol Honda LCR                 | Honda RC213V            |
| 31     | Pedro Acosta            | Red Bull GasGas Tech3             | KTM RC16                |
| 32     | Lorenzo Savadori        | Trackhouse Racing                 | Aprilia RS-GP23         |
| 33     | Brad Binder             | Red Bull KTM Factory Racing       | KTM RC16                |
| 36     | Joan Mir                | Repsol Honda Team                 | Honda RC213V            |
| 37     | Augusto Fernández       | Red Bull GasGas Tech3             | KTM RC16                |
| 41     | Aleix Espargaró         | Aprilia Racing                    | Aprilia RS-GP24         |
| 42     | Álex Rins               | Monster Energy Yamaha MotoGP Team | Yamaha YZR-M1           |
| 43     | Jack Miller             | Red Bull KTM Factory Racing       | KTM RC16                |
| 49     | Fabio Di Giannantonio   | Pertamina Enduro VR46 Racing Team | Ducati Desmosedici GP23 |
| 72     | Marco Bezzecchi         | Pertamina Enduro VR46 Racing Team | Ducati Desmosedici GP23 |
| 73     | Álex Márquez            | Gresini Racing MotoGP             | Ducati Desmosedici GP23 |
| 87     | Remy Gardner            | Monster Energy Yamaha MotoGP Team | Yamaha YZR-M1           |
| 89     | Jorge Martín            | Prima Pramac Racing               | Ducati Desmosedici GP24 |
| 93     | Marc Márquez            | Gresini Racing MotoGP             | Ducati Desmosedici GP23 |
| Moto2  |                         |                                   |                         |
| #      | Jezdec                  | Tým                               | Motocykl                |
| 3      | Sergio García           | MT Helmets - MSi                  | Boscoscuro B-24         |
| 5      | Jaume Masià             | Preicanos Racing Team             | Kalex Moto2             |
| 7      | Barry Baltus            | RW-Idrofoglia Racing GP           | Kalex Moto2             |
| 10     | Diogo Moreira           | Italtrans Racing Team             | Kalex Moto2             |
| 11     | Álex Escrig             | Klint Forward Factory Team        | Forward F2              |
| 12     | Filip Salač             | Elf Marc VDS Racing Team          | Kalex Moto2             |
| 13     | Celestino Vietti        | Red Bull KTM Ajo                  | Kalex Moto2             |
| 14     | Tony Arbolino           | Elf Marc VDS Racing Team          | Kalex Moto2             |
| 15     | Darryn Binder           | Liqui Moly Husqvarna Intact GP    | Kalex Moto2             |
| 16     | Joe Roberts             | OnlyFans American Racing Team     | Kalex Moto2             |
| 17     | Daniel Muñoz            | Preicanos Racing Team             | Kalex Moto2             |
| 18     | Manuel González         | QJmotor Gresini Moto2             | Kalex Moto2             |
| 20     | Xavi Cardelús           | Fantic Racing                     | Kalex Moto2             |
| 21     | Alonso López            | Speed Up Racing                   | Boscoscuro B-24         |
| 22     | Ayumu Sasaki            | Yamaha VR46 Master Camp Team      | Kalex Moto2             |
| 24     | Marcos Ramírez          | OnlyFans American Racing Team     | Kalex Moto2             |
| 28     | Izan Guevara            | CFMoto Aspar Team                 | Kalex Moto2             |
| 34     | Mario Aji               | Idemitsu Honda Team Asia          | Kalex Moto2             |
| 40     | Unai Orradre            | Klint Forward Factory Team        | Forward F2              |
| 43     | Xavier Artigas          | Klint Forward Factory Team        | Forward F2              |
| 44     | Arón Canet              | Fantic Racing                     | Kalex Moto2             |
| 52     | Jeremy Alcoba           | Yamaha VR46 Master Camp Team      | Kalex Moto2             |
| 53     | Deniz Öncü              | Red Bull KTM Ajo                  | Kalex Moto2             |
| 54     | Fermín Aldeguer         | Speed Up Racing                   | Boscoscuro B-24         |
| 71     | Dennis Foggia           | Italtrans Racing Team             | Kalex Moto2             |
| 75     | Albert Arenas           | QJmotor Gresini Moto2             | Kalex Moto2             |
| 79     | Ai Ogura                | MT Helmets - MSi                  | Boscoscuro B-24         |
| 81     | Senna Agius             | Liqui Moly Husqvarna Intact GP    | Kalex Moto2             |
| 84     | Zonta van den Goorbergh | RW-Idrofoglia Racing GP           | Kalex Moto2             |
| 96     | Jake Dixon              | CFMoto Aspar Team                 | Kalex Moto2             |
| Moto3  |                         |                                   |                         |
| #      | Jezdec                  | Tým                               | Motocykl                |
| 5      | Tatchakorn Buasri       | Honda Team Asia                   | Honda NSF250RW          |
| 6      | Ryusei Yamanaka         | MT Helmets -MSi                   | KTM RC250GP             |
| 7      | Filippo Farioli         | Sic58 Squadra Corse               | Honda NSF250RW          |
| 10     | Nicola Carraro          | LevelUp - MTA                     | KTM RC250GP             |
| 12     | Jacob Roulstone         | Red Bull GasGas Tech3             | Gas Gas RC250GP         |
| 18     | Matteo Bertelle         | Rivacold Snipers Team             | Honda NSF250RW          |
| 19     | Scott Ogden             | MLav Racing                       | Honda NSF250RW          |
| 22     | David Almansa           | Rivacold Snipers Team             | Honda NSF250RW          |
| 24     | Tatsuki Suzuki          | Liqui Moly Husqvarna Intact GP    | Husqvarna FR250GP       |
| 31     | Adrián Fernández        | Leopard Racing                    | Honda NSF250RW          |
| 32     | Rei Wakamatsu           | MLav Racing                       | Honda NSF250RW          |
| 36     | Ángel Piqueras          | Leopard Racing                    | Honda NSF250RW          |
| 48     | Iván Ortolá             | MT Helmets - MSi                  | KTM RC250GP             |
| 54     | Riccardo Rossi          | CIP Green Power                   | KTM RC250GP             |
| 55     | Noah Dettwiler          | CIP Green Power                   | KTM RC250GP             |
| 58     | Luca Lunetta            | Sic58 Squadra Corse               | Honda NSF250RW          |
| 64     | David Muñoz             | Boé Motorsports                   | KTM RC250GP             |
| 66     | Joel Kelso              | Boé Motorsports                   | KTM RC250GP             |
| 72     | Taiyo Furusato          | Honda Team Asia                   | Honda NSF250RW          |
| 78     | Joel Esteban            | CFMoto Aspar Team                 | CFMoto Moto3            |
| 80     | David Alonso            | CFMoto Aspar Team                 | CFMoto Moto3            |
| 82     | Stefano Nepa            | LevelUp - MTA                     | KTM RC250GP             |
| 85     | Xabi Zurutuza           | Red Bull KTM Ajo                  | KTM RC250GP             |
| 95     | Collin Veijer           | Liqui Moly Husqvarna Intact GP    | Husqvarna FR250GP       |
| 96     | Daniel Holgado          | Red Bull Gas Gas Tech3            | Gas Gas RC250GP         |
| 99     | José Antonio Rueda      | Red Bull KTM Ajo                  | KTM RC250GP             |

## MotoGP

### Kvalifikace
| *                                                     | *                                                 | *                                                 |
| _______1_______ Pedro Acosta KTM 1:43.018             |                                                   |                                                   |
|                                                       | _______2_______ Francesco Bagnaia Ducati 1:43.264 |                                                   |
|                                                       |                                                   | _______3_______ Maverick Viñales Aprilia 1:43.441 |
| _______4_______ Enea Bastianini Ducati 1:43.539       |                                                   |                                                   |
|                                                       | _______5_______ Brad Binder KTM 1:43.661          |                                                   |
|                                                       |                                                   | _______6_______ Franco Morbidelli Ducati 1:43.828 |
| _______7_______ Fabio Di Giannantonio Ducati 1:43.998 |                                                   |                                                   |
|                                                       | _______8_______ Marco Bezzecchi Ducati 1:44.073   |                                                   |
|                                                       |                                                   | _______9_______ Marc Márquez Ducati 1:44.136      |
| _______10_______ Álex Márquez Ducati 1:44.263         |                                                   |                                                   |
|                                                       | _______11_______ Jorge Martín Ducati 1:44.303     |                                                   |
|                                                       |                                                   | _______12_______ Fabio Quartararo Yamaha 1:44.497 |
| _______13_______ Raúl Fernández Aprilia 1:44.122      |                                                   |                                                   |
|                                                       | _______14_______ Jack Miller KTM 1:44.193         |                                                   |
|                                                       |                                                   | _______15_______ Aleix Espargaró Aprilia 1:44.202 |
| _______16_______ Johann Zarco Honda 1:44.302          |                                                   |                                                   |
|                                                       | _______17_______ Joan Mir Honda 1:44.498          |                                                   |
|                                                       |                                                   | _______18_______ Augusto Fernández KTM 1:44.547   |
| _______19_______ Álex Rins Yamaha 1:44.552            |                                                   |                                                   |
|                                                       | _______20_______ Luca Marini Honda 1:44.648       |                                                   |
|                                                       |                                                   | _______21_______ Takaaki Nakagami Honda 1:44.886  |
| _______22_______ Lorenzo Savadori Aprilia 1:45.422    |                                                   |                                                   |
|                                                       | _______23_______ Remy Gardner Yamaha 1:45.594     |                                                   |
| ----------------------------------------------------- | ------------------------------------------------- | ------------------------------------------------- |

Zdroj

### Sprint
| Pozice | Jezdec                | Motocykl | Kola | Čas                       | Body |
| ------ | --------------------- | -------- | ---- | ------------------------- | ---- |
| 1      | Francesco Bagnaia     | Ducati   | 12   | 21:01.074                 | 12   |
| 2      | Enea Bastianini       | Ducati   | 12   | +0.181                    | 9    |
| 3      | Marc Márquez          | Ducati   | 12   | +0.349                    | 7    |
| 4      | Jorge Martín          | Ducati   | 12   | +2.498                    | 6    |
| 5      | Franco Morbidelli     | Ducati   | 12   | +4.326                    | 5    |
| 6      | Fabio Di Giannantonio | Ducati   | 12   | +4.446                    | 4    |
| 7      | Álex Márquez          | Ducati   | 12   | +11.444                   | 3    |
| 8      | Jack Miller           | KTM      | 12   | +11.875                   | 2    |
| 9      | Maverick Viñales      | Aprilia  | 12   | +11.947                   | 1    |
| 10     | Marco Bezzecchi       | Ducati   | 12   | +12.299                   |      |
| 11     | Raúl Fernández        | Aprilia  | 12   | +14.559                   |      |
| 12     | Fabio Quartararo      | Yamaha   | 12   | +14.645                   |      |
| 13     | Luca Marini           | Honda    | 12   | +15.886                   |      |
| 14     | Johann Zarco          | Honda    | 12   | +16.170                   |      |
| 15     | Augusto Fernández     | KTM      | 12   | +20.522                   |      |
| 16     | Álex Rins             | Yamaha   | 12   | +24.412                   |      |
| 17     | Lorenzo Savadori      | Aprilia  | 12   | +25.482                   |      |
| 18     | Remy Gardner          | Yamaha   | 12   | +32.620                   |      |
| DNF    | Joan Mir              | Honda    | 11   | Technický problém po pádu |      |
| DNF    | Aleix Espargaró       | Aprilia  | 9    | Pád                       |      |
| DNF    | Pedro Acosta          | KTM      | 8    | Pád                       |      |
| DNF    | Takaaki Nakagami      | Honda    | 4    | Technický problém po pádu |      |
| DNF    | Brad Binder           | KTM      | 2    | Technický problém         |      |
| Zdroj  |                       |          |      |                           |      |

### Závod
| Pozice | Jezdec                | Motocykl | Kola | Čas                       | Body |
| ------ | --------------------- | -------- | ---- | ------------------------- | ---- |
| 1      | Francesco Bagnaia     | Ducati   | 24   | 42:09.790                 | 25   |
| 2      | Jorge Martín          | Ducati   | 24   | +1.189                    | 20   |
| 3      | Marc Márquez          | Ducati   | 24   | +3.822                    | 16   |
| 4      | Enea Bastianini       | Ducati   | 24   | +4.358                    | 13   |
| 5      | Franco Morbidelli     | Ducati   | 24   | +17.940                   | 11   |
| 6      | Brad Binder           | KTM      | 24   | +18.502                   | 10   |
| 7      | Marco Bezzecchi       | Ducati   | 24   | +19.371                   | 9    |
| 8      | Fabio Di Giannantonio | Ducati   | 24   | +20.199                   | 8    |
| 9      | Aleix Espargaró       | Aprilia  | 24   | +30.442                   | 7    |
| 10     | Jack Miller           | KTM      | 24   | +31.184                   | 6    |
| 11     | Johann Zarco          | Honda    | 24   | +31.567                   | 5    |
| 12     | Fabio Quartararo      | Yamaha   | 24   | +32.299                   | 4    |
| 13     | Takaaki Nakagami      | Honda    | 24   | +33.003                   | 3    |
| 14     | Luca Marini           | Honda    | 24   | +35.974                   | 2    |
| 15     | Raúl Fernández        | Aprilia  | 24   | +39.321                   | 1    |
| 16     | Álex Rins             | Yamaha   | 24   | +40.839                   |      |
| 17     | Remy Gardner          | Yamaha   | 24   | +59.547                   |      |
| DNF    | Pedro Acosta          | KTM      | 12   | Technický problém po pádu |      |
| DNF    | Maverick Viñales      | Aprilia  | 11   | Pád                       |      |
| DNF    | Augusto Fernández     | KTM      | 6    | Pád                       |      |
| DNF    | Lorenzo Savadori      | Aprilia  | 1    | Technický problém         |      |
| DNF    | Álex Márquez          | Ducati   | 0    | Pád                       |      |
| DNF    | Joan Mir              | Honda    | 0    | Pád                       |      |
| Zdroj  |                       |          |      |                           |      |

### Stav mistrovství po závodě
| 1 | Jorge Martín      | 372 | 1 | Ducati  | 549 | 1 | Ducati Lenovo Team                | 657 |
| 2 | Francesco Bagnaia | 357 | 2 | KTM     | 265 | 2 | Prima Pramac Racing               | 497 |
| 3 | Enea Bastianini   | 300 | 3 | Aprilia | 248 | 3 | Gresini Racing MotoGP             | 419 |
| 4 | Marc Márquez      | 295 | 4 | Yamaha  | 93  | 4 | Aprilia Racing                    | 290 |
| 5 | Pedro Acosta      | 181 | 5 | Honda   | 51  | 5 | Pertamina Enduro VR46 Racing Team | 251 |